# Мрконич-Град (субрегіон)
Мрконич-Град (серб. Субрегија Мркоњић Град) — субрегіон в рамках регіону Баня-Лука в Республіці Сербській, що входить до складу Боснії і Герцеговини.

## Географія
Субрегіон Мрконич-Град розташований на північному заході країни, входить до складу регіону Баня-Лука. Адміністративним центром регіону є місто Мрконич-Град.
Включає 7 громад (серб. општина):
- Громада Мрконич-Град —  м. Мрконич-Град (серб. Мркоњић Град),
- Громада Петровац —  с. Дринич,
- Громада Рибнік —  с. Горні-Рибнік,
- Громада Істочні-Дрвар —  с. Потоці,
- Громада Купрес —  с. Ново-Село,
- Громада Шипово —  м. Шипово,
- Громада Єзеро — с. Єзеро (серб. Језеро).